# Clan (série télévisée)
Pour les articles homonymes, voir Clan (homonymie).
Clan est une série télévisée belge en dix épisodes de 50 minutes créée par Malin-Sarah Gozin, réalisée par Kaat Beels et Nathalie Basteyns, et diffusée du 3 septembre au 5 novembre 2012 sur la chaîne VTM.
Diffusion aux Pays-Bas à partir du 19 mai 2013 sur RTL 4, et en Angleterre en 2016 sur More4. Elle est également disponible sur Arte.tv en juillet 2021.

## Synopsis
Depuis la mort prématurée de leurs parents, les cinq sœurs Goethals forment un véritable clan. Lorsque Goedele se marie subitement, ses sœurs se rendent rapidement compte de la personnalité de Jean-Claude, son époux, qu'elles surnomment « de kloot » (la couille). Ce véritable sale type est raciste et misogyne, et se comporte en pervers narcissique qui pourrit la vie de tous ses proches à la moindre occasion. Aussi décident-elles de se débarrasser de lui. Après plusieurs tentatives infructueuses, Jean-Claude décède enfin, mais deux inspecteurs de la compagnie d'assurance couvrant la vie de Jean-Claude doutent que sa mort soit un accident et enquêtent.

### Arbre généalogique du clan Goethals
|  |  |              |              |              |              |              |              |            |            |            |            |                 |                 |                 |                 |                 |                 |           |           | Père inconnu | Père inconnu | Père inconnu | Père inconnu | Père inconnu | Père inconnu |          |          | Mère inconnue | Mère inconnue | Mère inconnue | Mère inconnue | Mère inconnue | Mère inconnue |                 |                 |                 |                 |                 |                 |  |  |               |               |               |               |               |               |  |  |  |  |                  |                  |                  |                  |                  |                  |  |  |  |  |                  |                  |                  |                  | Gaston Delcorps  | Gaston Delcorps  | Gaston Delcorps | Gaston Delcorps | Gaston Delcorps      | Gaston Delcorps      |                      |                      | Hermine Delcorps     | Hermine Delcorps     | Hermine Delcorps | Hermine Delcorps | Hermine Delcorps | Hermine Delcorps |  |  |  |  |  |  |  |  |  |  |  |  |  |  |  |  |  |  |
|  |  |              |              |              |              |              |              |            |            |            |            |                 |                 |                 |                 |                 |                 |           |           | Père inconnu | Père inconnu | Père inconnu | Père inconnu | Père inconnu | Père inconnu |          |          | Mère inconnue | Mère inconnue | Mère inconnue | Mère inconnue | Mère inconnue | Mère inconnue |                 |                 |                 |                 |                 |                 |  |  |               |               |               |               |               |               |  |  |  |  |                  |                  |                  |                  |                  |                  |  |  |  |  |                  |                  |                  |                  | Gaston Delcorps  | Gaston Delcorps  | Gaston Delcorps | Gaston Delcorps | Gaston Delcorps      | Gaston Delcorps      |                      |                      | Hermine Delcorps     | Hermine Delcorps     | Hermine Delcorps | Hermine Delcorps | Hermine Delcorps | Hermine Delcorps |  |  |  |  |  |  |  |  |  |  |  |  |  |  |  |  |  |  |
|  |  |              |              |              |              |              |              |            |            |            |            |                 |                 |                 |                 |                 |                 |           |           |              |              |              |              |              |              |          |          |               |               |               |               |               |               |                 |                 |                 |                 |                 |                 |  |  |               |               |               |               |               |               |  |  |  |  |                  |                  |                  |                  |                  |                  |  |  |  |  |                  |                  |                  |                  |                  |                  |                 |                 |                      |                      |                      |                      |                      |                      |                  |                  |                  |                  |  |  |  |  |  |  |  |  |  |  |  |  |  |  |  |  |  |  |
|  |  |              |              |              |              |              |              |            |            |            |            |                 |                 |                 |                 |                 |                 |           |           |              |              |              |              |              |              |          |          |               |               |               |               |               |               |                 |                 |                 |                 |                 |                 |  |  |               |               |               |               |               |               |  |  |  |  |                  |                  |                  |                  |                  |                  |  |  |  |  |                  |                  |                  |                  |                  |                  |                 |                 |                      |                      |                      |                      |                      |                      |                  |                  |                  |                  |  |  |  |  |  |  |  |  |  |  |  |  |  |  |  |  |  |  |
|  |  | Eva Goethals | Eva Goethals | Eva Goethals | Eva Goethals | Eva Goethals | Eva Goethals |            |            |            |            | Veerle Goethals | Veerle Goethals | Veerle Goethals | Veerle Goethals | Veerle Goethals | Veerle Goethals |           |           | Wouter Cox   | Wouter Cox   | Wouter Cox   | Wouter Cox   | Wouter Cox   | Wouter Cox   |          |          |               |               |               |               |               |               | Birgit Goethals | Birgit Goethals | Birgit Goethals | Birgit Goethals | Birgit Goethals | Birgit Goethals |  |  | Boris Engelen | Boris Engelen | Boris Engelen | Boris Engelen | Boris Engelen | Boris Engelen |  |  |  |  | Rebekka Goethals | Rebekka Goethals | Rebekka Goethals | Rebekka Goethals | Rebekka Goethals | Rebekka Goethals |  |  |  |  | Goedele Goethals | Goedele Goethals | Goedele Goethals | Goedele Goethals | Goedele Goethals | Goedele Goethals |                 |                 | Jean-Claude Delcorps | Jean-Claude Delcorps | Jean-Claude Delcorps | Jean-Claude Delcorps | Jean-Claude Delcorps | Jean-Claude Delcorps |                  |                  |                  |                  |  |  |  |  |  |  |  |  |  |  |  |  |  |  |  |  |  |  |
|  |  | Eva Goethals | Eva Goethals | Eva Goethals | Eva Goethals | Eva Goethals | Eva Goethals |            |            |            |            | Veerle Goethals | Veerle Goethals | Veerle Goethals | Veerle Goethals | Veerle Goethals | Veerle Goethals |           |           | Wouter Cox   | Wouter Cox   | Wouter Cox   | Wouter Cox   | Wouter Cox   | Wouter Cox   |          |          |               |               |               |               |               |               | Birgit Goethals | Birgit Goethals | Birgit Goethals | Birgit Goethals | Birgit Goethals | Birgit Goethals |  |  | Boris Engelen | Boris Engelen | Boris Engelen | Boris Engelen | Boris Engelen | Boris Engelen |  |  |  |  | Rebekka Goethals | Rebekka Goethals | Rebekka Goethals | Rebekka Goethals | Rebekka Goethals | Rebekka Goethals |  |  |  |  | Goedele Goethals | Goedele Goethals | Goedele Goethals | Goedele Goethals | Goedele Goethals | Goedele Goethals |                 |                 | Jean-Claude Delcorps | Jean-Claude Delcorps | Jean-Claude Delcorps | Jean-Claude Delcorps | Jean-Claude Delcorps | Jean-Claude Delcorps |                  |                  |                  |                  |  |  |  |  |  |  |  |  |  |  |  |  |  |  |  |  |  |  |
|  |  |              |              |              |              |              |              |            |            |            |            |                 |                 |                 |                 |                 |                 |           |           |              |              |              |              |              |              |          |          |               |               |               |               |               |               |                 |                 |                 |                 |                 |                 |  |  |               |               |               |               |               |               |  |  |  |  |                  |                  |                  |                  |                  |                  |  |  |  |  |                  |                  |                  |                  |                  |                  |                 |                 |                      |                      |                      |                      |                      |                      |                  |                  |                  |                  |  |  |  |  |  |  |  |  |  |  |  |  |  |  |  |  |  |  |
|  |  |              |              |              |              |              |              |            |            |            |            |                 |                 |                 |                 |                 |                 |           |           |              |              |              |              |              |              |          |          |               |               |               |               |               |               |                 |                 |                 |                 |                 |                 |  |  |               |               |               |               |               |               |  |  |  |  |                  |                  |                  |                  |                  |                  |  |  |  |  |                  |                  |                  |                  |                  |                  |                 |                 |                      |                      |                      |                      |                      |                      |                  |                  |                  |                  |  |  |  |  |  |  |  |  |  |  |  |  |  |  |  |  |  |  |
|  |  |              |              |              |              |              |              | Sander Cox | Sander Cox | Sander Cox | Sander Cox | Sander Cox      | Sander Cox      |                 |                 | Emily Cox       | Emily Cox       | Emily Cox | Emily Cox | Emily Cox    | Emily Cox    |              |              | Noor Cox     | Noor Cox     | Noor Cox | Noor Cox | Noor Cox      | Noor Cox      |               |               |               |               | Ruben Engelen   | Ruben Engelen   | Ruben Engelen   | Ruben Engelen   | Ruben Engelen   | Ruben Engelen   |  |  | Bjorn Engelen | Bjorn Engelen | Bjorn Engelen | Bjorn Engelen | Bjorn Engelen | Bjorn Engelen |  |  |  |  |                  |                  |                  |                  |                  |                  |  |  |  |  |                  |                  |                  |                  | Bloeme Delcorps  | Bloeme Delcorps  | Bloeme Delcorps | Bloeme Delcorps | Bloeme Delcorps      | Bloeme Delcorps      |                      |                      |                      |                      |                  |                  |                  |                  |  |  |  |  |  |  |  |  |  |  |  |  |  |  |  |  |  |  |

- Gaston Delcorps et les parents des sœurs Goethals sont déjà décédés au début de la série.
- Jean-Claude et Hermin Delcorps décèdent au cours de la série.

## Distribution

### Acteurs principaux
| Acteur                | Personnage                                     | Rôle |
| --------------------- | ---------------------------------------------- | --- |
| Barbara Sarafian      | Eva Goethals                                   | Célibataire, l'ainée des 5 sœurs; les a élevées; elle est brillante et cherche à faire progresser sa carrière |
| Kristine Van Pellicom | Veerle Goethals                                | Mariée, trois enfants, déchirée entre sa vie familiale et son amant : Ben Oostvogels |
| Ruth Becquart         | Birgit « Bibi » Goethals                       | Mariée, deux enfants, une ancienne sportive de haut niveau (arbalète), autiste Elle arbore un bandeau de pirate sur un œil perdu à la suite d'un accident de la circulation alors que Jean-Claude était au volant. |
| Maaike Neuville       | Rebekka « Bekka » Goethals                     | La benjamine, kinésithérapeute, a gardé un état d'esprit adolescent. |
| Inge Paulussen        | Goedele « Goele » Goethals                     | L'épouse de la Couille, trop gentille femme au foyer, et mère de leur fillette. |
| Dirk Roofthooft       | Jean-Claude « De Kloot / la couille » Delcorps | Ce surnom lui vient d'un jeu de mots en néerlandais. Claude et kloot (couille en Français) sont phonétiquement proches. Mari de Goele. Détestable et détesté.                                                      |
| Robbie Cleiren        | Thomas Dewitt                                  | Assureur de la Couille, à la suite de son père. |
| Geert Van Rampelberg  | Mathias Dewitt                                 | Benjamin de l'assureur. Il entretient une relation avec Rebekka. |

### Second rôles
| Acteur            | Personnage              | Rôle                              |
| ----------------- | ----------------------- | --------------------------------- |
| Steve Geerts      | Boris Engelen           | Époux de Birgit                   |
| Mathijs Scheepers | Wouter Cox              | Époux de Veerle                   |
| Tibo Vandenborre  | Ben Oostvogels          | Amant de Veerle                   |
| Stefaan Degand    | Roger Verspechten       | Ami de Jean-Claude et Goedele     |
| Gilda De Bal      | Irène                   | Voisine de Jean-Claude et Goedele |
| Jaak Van Assche   | Valère Bols             | Voisin de Jean-Claude et Goedele  |
| Emilia Florentie  | Bloeme Delcorps         | Fille de Jean-Claude et Goedele   |
| Sien Eggers       | Hermin « Min » Delcorps | Mère de Jean-Claude               |
| Gert Winckelmans  | Frederic Lint           | Collègue de Jean-Claude et Eva    |
| Herbert Flack     | Gerard Wijnants         | Chef de Jean-Claude et Eva        |
| Greg Timmermans   | Kurt Wijnants           | Fils de Gérard                    |

## Production

### Musique
La chanson chantée dans le générique d'ouverture est Oh Little Darling de Paul Severs, reprise sortie initialement en 1992. À l'occasion de la diffusion de la série, elle a refait son apparition dans le classement Ultratop 50 néerlandophone pendant une semaine en 2012,.

## Épisodes
| #  | Titre                         | Première diffusion (VTM) |
| -- | ----------------------------- | ------------------------ |
| 1  | Les Liens du sang             | 3 septembre 2012         |
| 2  | Inferno                       | 10 septembre 2012        |
| 3  | Le Jour du foie               | 17 septembre 2012        |
| 4  | Haute tension                 | 24 septembre 2012        |
| 5  | Œil pour œil                  | 1er octobre 2012         |
| 6  | Noué                          | 8 octobre 2012           |
| 7  | Aide professionnelle          | 15 octobre 2012          |
| 8  | Kareltje                      | 22 octobre 2012          |
| 9  | Deux corps et un dernier plan | 29 octobre 2012          |
| 10 | Pyjama éponge                 | 5 novembre 2012          |
| 11 | Épilogue                      | 12 novembre 2012         |

Les épisodes relatent les différents stratagèmes du clan pour se débarrasser de l'infernal beau-frère :
- 1. Lien de sang (Dénouement)
 Le premier épisode met en place l'intrigue et les personnages à l'occasion de l'enterrement de Jean-Claude. Les circonstances de sa mort restent obscures.
- 2. Inferno (Incendie criminel)
 Eva et Birgit élaborent ce premier plan ensemble. Lorsque Jean-Claude part en week-end dans les Ardennes, les deux sœurs s'introduisent dans son chalet avec la ferme intention de le transformer en barbecue géant.
- 3. Le jour du foie (Empoisonnement alimentaire)
 Lorsque Veerle se fait prendre par Jean-Claude en compagnie de son amant, elle en fait part à ses sœurs qui élaborent avec elle un nouveau plan combinant les gouts alimentaires inhabituels de Jean-Claude et les connaissances médicales de Veerle. Le chien de la famille ne s'en remettra pas.
- 4. Haute tension (Électrocution)
 Rebekka rejoint la conspiration qui envisage désormais de provoquer le destin dans la salle de bains en plaçant un appareil électrique derrière l'ouvrant de la fenêtre malencontreusement ouverte. La rupture d'alimentation électrique du quartier qui suit le plongeon du poste de radio dans une baignoire inoccupée sera funeste pour un voisin déboussolé par l'obscurité.
- 5. Œil pour œil (Paintball fatal)
 Par tradition, une partie de paintball annuelle rassemble toute la famille. Les sœurs pensent pouvoir exploiter le talon d'Achille de leur beau-frère, mais est-ce vraiment lui qui se cache sous ce masque de protection ?
- 6. Noué (Suicide assisté)
 Après avoir étourdi Jean-Claude en frelatant son spray nasal avec du Rohypnol, les sœurs mettent en scène sa pendaison dans le garage, mais peut-on se suicider tranquillement sans désactiver le système de commande automatique de la porte de ce garage ?
- 7. Le professionnel (Tueur à gages)
Vu les échecs répétés, le clan finit par se résoudre à engager un professionnel. Encore faut-il veiller à lui transmettre les bonnes informations d'identification de la cible.
- 8. Kareltje (Cryogénisé) 
 La couille a aussi ses secrets. Ainsi conserve-t-il la dépouille de son père dans la chambre froide de la maison familiale. Rebekka, qui soigne aussi la mère de Jean-Claude, s'en rend compte et tente de profiter des visites régulières du fils à son défunt père pour les unir ad vitam. Est-ce bien le coriace beau-frère qui s'introduit ce jour-là dans la glacière ?
- 9. Deux corps et un dernier plan (Strychnine - Partie 1)
 Veerle a pu obtenir discrètement de la strychnine à l'hôpital ou elle travaille. Le poison est réputé indécelable. L'occasion prend la forme d'une nouvelle réunion de famille dans une maison de vacances isolée. A l'arrivée des sœurs, la police est déjà sur place et elle leur apprend la mort de leur beau-frère.
- 10. Pyjama éponge (Echarpe constrictor)
 On apprend dans cet épisode que Jean-Claude a succombé à un accident domestique. Son écharpe s'est prise dans les engrenages de son quad et l'a étranglé. On se rend alors compte que Goedele, poussée à bout lors d'une dispute, est parvenue à étouffer son mari avec un simple pyjama. Se souvenant avoir regardé un film biographique sur Isadora Duncan, elle prend donc la décision de maquiller le décès de son époux en accident de quad et de déclarer ultérieurement sa disparition. Goedele se garde bien d'avouer son méfait à ses sœurs...
- 11. Épilogue (Strychnine - Partie 2)
L'insistance des enquêteurs de l'assurance devient problématique et les sœurs envisagent de les faire disparaitre avec la strychnine inutilisée. Rebekka, qui est devenue intime avec l'un d'eux, ne peut s'y résoudre. Elle apprend par ailleurs que la police d'assurance-vie de Jean-Claude est entachée d'irrégularités volontaires et que cela va immanquablement mettre le courtier dans d'énormes difficultés. Ils décident de commun accord de ne pas réclamer le versement de la police d'assurance-vie. Cet épisode est un bonus.

## Produits dérivés
La série est disponible en DVD en Belgique depuis le 30 novembre 2012.

## Adaptation
La série a été adaptée en version irlandaise pour Apple TV+, sous le titre Bad Sisters.

## Distinctions
En 2013, Clan a remporté deux étoiles de la télévision flamande : celle du programme télévisé le plus populaire et de la meilleure série dramatique. En plus de cela, l'acteur Dirk Roofthooft a également reçu le prix du meilleur acteur ce soir-là pour son rôle dans Clan en tant que Jean-Claude.